# Cerovec, Šentjur
Cerovec je naselje v Občini Šentjur.